# National Basketball League 2020-2021
La National League Basketball 2020-2021 è stata la 43ª edizione della National Basketball League, la massima lega di basket australiana.

## Squadre partecipanti
- Adelaide 36ers
- Brisbane Bullets
- Cairns Taipans
- Illawarra Hawks
- Melbourne United
- N.Z. Breakers
- Perth Wildcats
- SE Melb. Phoenix
- Sydney Kings

## Regular Season

### Classifica
|    | Squadra          | G  | V  | P  | PF    | PS    |
| -- | ---------------- | -- | -- | -- | ----- | ----- |
| 1. | Melbourne United | 36 | 28 | 8  | 3.189 | 2.956 |
| 2. | Perth Wildcats   | 36 | 25 | 11 | 3.133 | 2.900 |
| 3. | Illawarra Hawks  | 36 | 20 | 16 | 2.962 | 2.954 |
| 4. | SE Melb. Phoenix | 36 | 19 | 17 | 3.217 | 3.124 |
| 5. | Sydney Kings     | 36 | 19 | 17 | 3.112 | 3.087 |
| 6. | Brisbane Bullets | 36 | 18 | 18 | 3.204 | 3.274 |
| 7. | Adelaide 36ers   | 36 | 13 | 23 | 2.985 | 3.156 |
| 8. | N.Z. Breakers    | 36 | 12 | 24 | 2.937 | 3.021 |
| 9. | Cairns Taipans   | 36 | 8  | 28 | 2.940 | 3.207 |

## Playoffs

### Perth - Illawarra
RISULTATO FINALE: 2-1
| Perth 10 giugno 2021, ore 19:30 Gara 1                                                      | Perth Wildcats | 72 – 74 (22-16, 17-17, 17-19, 16-22) | Illawarra Hawks | RAC Arena (7.662 spett.) |
| Blanchfield 24 Punti Jessup 17 Bairstow , Norton 3 Assist Naar 5 Mooney 16 Rimbalzi Simon 9 |                |                                      |                 |                          |
|                                                                                             |                |                                      |                 |                          |
| Blanchfield 24                                                                              | Punti          | Jessup 17                            |                 |                          |
| Bairstow, Norton 3                                                                          | Assist         | Naar 5                               |                 |                          |
| Mooney 16                                                                                   | Rimbalzi       | Simon 9                              |                 |                          |

| Wollongong 12 giugno 2021, ore 17:30 Gara 2                                    | Illawarra Hawks | 71 – 79 (13-16, 18-12, 22-32, 18-19) | Perth Wildcats | WIN Entertainment Centre (5.217 spett.) |
| Harvey 24 Punti Mooney 18 Simon 5 Assist White 6 Froling 6 Rimbalzi Travers 10 |                 |                                      |                |                                         |
|                                                                                |                 |                                      |                |                                         |
| Harvey 24                                                                      | Punti           | Mooney 18                            |                |                                         |
| Simon 5                                                                        | Assist          | White 6                              |                |                                         |
| Froling 6                                                                      | Rimbalzi        | Travers 10                           |                |                                         |

| Perth 14 giugno 2021, ore 19:30 Gara 3                                               | Perth Wildcats | 79 – 71 (23-15, 23-17, 9-19, 24-20) | Illawarra Hawks | RAC Arena (8.986 spett.) |
| Blanchfield 24 Punti Froling 14 Travers 4 Assist Simon 4 Mooney 14 Rimbalzi Simon 11 |                |                                     |                 |                          |
|                                                                                      |                |                                     |                 |                          |
| Blanchfield 24                                                                       | Punti          | Froling 14                          |                 |                          |
| Travers 4                                                                            | Assist         | Simon 4                             |                 |                          |
| Mooney 14                                                                            | Rimbalzi       | Simon 11                            |                 |                          |

### Melbourne - S.E. Melbourne
RISULTATO FINALE: 2-1
| Sydney 11 giugno 2021, ore 19:30 Gara 1                                                       | Melbourne United | 96 – 78 (26-20, 32-18, 27-16, 11-24) | SE Melb. Phoenix | Qudos Bank Arena (500 spett.) |
| Landale 26 Punti Moore 17 McCarron 5 Assist Creek 6 Peatling 6 Rimbalzi Broekhoff , Wetzell 7 |                  |                                      |                  |                               |
|                                                                                               |                  |                                      |                  |                               |
| Landale 26                                                                                    | Punti            | Moore 17                             |                  |                               |
| McCarron 5                                                                                    | Assist           | Creek 6                              |                  |                               |
| Peatling 6                                                                                    | Rimbalzi         | Broekhoff, Wetzell 7                 |                  |                               |

| Sydney 13 giugno 2021, ore 15:00 Gara 2                                                               | SE Melb. Phoenix | 90 – 79 (26-28, 20-22, 20-20, 24-9) | Melbourne United | Qudos Bank Arena (500 spett.) |
| Creek , Sykes 26 Punti Hopson 19 Sykes 4 Assist McCarron 5 Wetzell 8 Rimbalzi Lual-Acuil , Peatling 7 |                  |                                     |                  |                               |
| |                  |                                     |                  |                               |
| Creek, Sykes 26                                                                                       | Punti            | Hopson 19                           |                  |                               |
| Sykes 4                                                                                               | Assist           | McCarron 5                          |                  |                               |
| Wetzell 8                                                                                             | Rimbalzi         | Lual-Acuil, Peatling 7              |                  |                               |

| Sydney 15 giugno 2021, ore 19:30 Gara 1                                                      | Melbourne United | 84 – 74 (14-24, 26-21, 18-12, 26-17) | SE Melb. Phoenix | Qudos Bank Arena (500 spett.) |
| Landale 27 Punti Te Rangi 22 McCarron 6 Assist Sykes 4 Landale , McCarron 8 Rimbalzi Creek 9 |                  |                                      |                  |                               |
|                                                                                              |                  |                                      |                  |                               |
| Landale 27                                                                                   | Punti            | Te Rangi 22                          |                  |                               |
| McCarron 6                                                                                   | Assist           | Sykes 4                              |                  |                               |
| Landale, McCarron 8                                                                          | Rimbalzi         | Creek 9                              |                  |                               |

### Melbourne - Perth
RISULTATO FINALE: 3-0
| Perth 18 giugno 2021, ore 18:30 Gara 1                                                                  | Perth Wildcats | 70 – 73 (19-18, 16-13, 18-29, 17-13) | Melbourne United | RAC Arena (9.951 spett.) |
| Blanchfield 27 Punti Goulding 23 Mooney 4 Assist McCarron 6 Blanchfield , Mooney 7 Rimbalzi McCarron 11 |                |                                      |                  |                          |
| |                |                                      |                  |                          |
| Blanchfield 27                                                                                          | Punti          | Goulding 23                          |                  |                          |
| Mooney 4                                                                                                | Assist         | McCarron 6                           |                  |                          |
| Blanchfield, Mooney 7                                                                                   | Rimbalzi       | McCarron 11                          |                  |                          |

| Perth 20 giugno 2021, ore 15:00 Gara 2                                                         | Perth Wildcats | 74 – 83 (28-18, 14-24, 15-20, 17-21) | Melbourne United | RAC Arena (11.097 spett.) |
| Mooney 17 Punti Goulding 21 Mooney , Shervill 3 Assist McCarron 7 Mooney 9 Rimbalzi Landale 17 |                |                                      |                  |                           |
|                                                                                                |                |                                      |                  |                           |
| Mooney 17                                                                                      | Punti          | Goulding 21                          |                  |                           |
| Mooney, Shervill 3                                                                             | Assist         | McCarron 7                           |                  |                           |
| Mooney 9                                                                                       | Rimbalzi       | Landale 17                           |                  |                           |

| Melbourne 25 giugno 2021, ore 19:30 Gara 3                                                 | Melbourne United | 81 – 76 (30-19, 12-18, 16-13, 23-24) | Perth Wildcats | John Cain Arena (4.507 spett.) |
| Landale 15 Punti Mooney , White 14 McCarron 5 Assist Norton 3 Landale 9 Rimbalzi Mooney 13 |                  |                                      |                |                                |
|                                                                                            |                  |                                      |                |                                |
| Landale 15                                                                                 | Punti            | Mooney, White 14                     |                |                                |
| McCarron 5                                                                                 | Assist           | Norton 3                             |                |                                |
| Landale 9                                                                                  | Rimbalzi         | Mooney 13                            |                |                                |

## Vincitore
| Campioni NBL 2020-2021       |
| ---------------------------- |
| Melbourne United (6º titolo) |

## Statistiche
| Categoria           | Giocatore      | Squadra          | Stat  |
| ------------------- | -------------- | ---------------- | ----- |
| Punti per gara      | Bryce Cotton   | Perth Wildcats   | 23,5  |
| Rimbalzi per gara   | John Mooney    | Perth Wildcats   | 11,4  |
| Assist per gara     | Josh Giddey    | Adelaide 36ers   | 7,6   |
| Efficienza per gara | David Andersen | Melbourne United | 67,0% |

## Premi
- NBL Most Valuable Player: Bryce Cotton, Perth Wildcats
- NBL Defensive Player of the Year: Justin Simon, Illawarra Hawks
- NBL Most Improved Player of the Year: Sam Froling, Illawarra Hawks
- NBL 6th Man of the Year: Jo Lual-Acuil, Melbourne United
- NBL Rookie of the Year: Josh Giddey, Adelaide 36ers
- NBL Finals MVP: Jock Landale, Melbourne United
- NBL Coach of the Year: Trevor Gleeson, Perth Wildcats
- NBL Fans MVP: Bryce Cotton, Perth Wildcats

- All-NBL First Team
  - Bryce Cotton, Perth Wildcats
  - Nathan Sobey, Brisbane Bullets
  - Tyler Harvey, Illawarra Hawks
  - John Mooney, Perth Wildcats
  - Jock Landale, Melbourne United

- All-NBL Second Team
  - Casper Ware, Sydney Kings
  - Chris Goulding, Melbourne United
  - Mitch McCarron, Melbourne United
  - Mitch Creek, South East Melbourne Phoenix
  - Finn Delany, New Zealand Breakers